# 701 هـ
701 هـ هي سنة في التقويم الهجري امتدت مقابلةً في التقويم الميلادي بين سنتي 1301 و1302.

## أحداث
- 1 ذو الحجة: انتصار العثمانيين بمعركة بافيوس (1302م) تحت قيادة عثمان الأول ضد الجيش البيزنطي، وتعد أول معارك الدولة العثمانية .

## مواليد
- ابن كثير

## وفيات
- حافظ الدين أبو البركات النسفي
- شرف الدين اليونيني